# Stumpffia pygmaea
Stumpffia pygmaea är en groddjursart som beskrevs av Miguel Vences och Frank Glaw 1991. Stumpffia pygmaea ingår i släktet Stumpffia och familjen Microhylidae. IUCN kategoriserar arten globalt som sårbar. Inga underarter finns listade i Catalogue of Life.